# Záhoří (Babice)
Záhoří byla zaniklá vesnice s tvrzí nalézající se na katastru obce Babice na stráni mezi obcemi Kosice a Barchůvek na místě s pomístným názvem Na Záhoří.

## Historie
O obci s tvrzí se zachovala pouze jedna písemná zpráva z roku 1454, kdy ji držel Mareš Dobřenský z Dobřenic. Ves i tvrz byly však již pusté a zanikly tedy během husitských válek.